# Rostlina roku

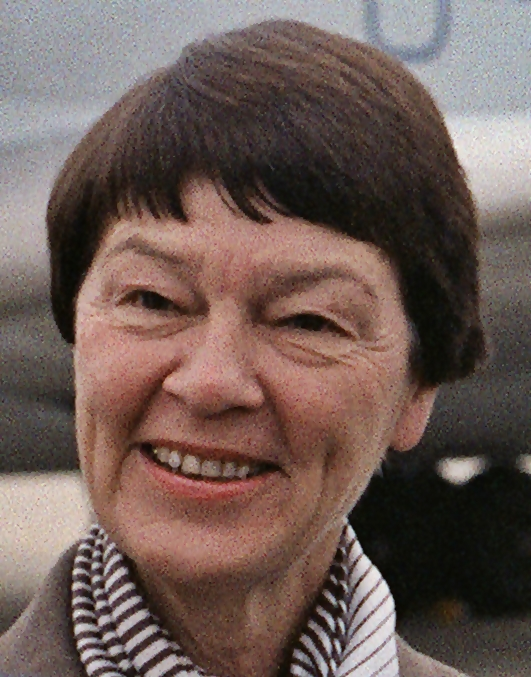
Loki Schmidtová, manželka bývalého německého kancléře Helmuta Schmidta, po níž je pojmenována nadace

Rostlina roku (německy Die Blume des Jahres) je německé ocenění, udělované každoročně od roku 1980 Nadací Loki Schmidtové (německy Loki Schmidt Stiftung). Tato kampaň si klade za cíl informovat o ekologickém významu planých rostlin a jejich životním prostoru a také přispět k lepší ochraně vybraných druhů v Německu. Vyhlášení ceny probíhá většinou v srpnu.

## Rostlina roku v Německu (1980–2013)
| Rok  | Český název            | Odborný název                 | Vyobrazení             |
| ---- | ---------------------- | ----------------------------- | ---------------------- |
| 1980 | Hořec hořepník         | Gentiana pneumonanthe         | Hořec hořepník         |
| 1981 | Narcis žlutý           | Narcissus pseudonarcissus     | Narcis žlutý           |
| 1982 | Okrotice červená       | Cephalanthera rubra           | Okrotice červená       |
| 1983 | Tulipán planý          | Tulipa sylvestris             | Tulipán planý          |
| 1984 | Hlaváček letní         | Adonis aestivalis             | Hlaváček letní         |
| 1985 | Orlíček obecný         | Aquilegia vulgaris            | Orlíček obecný         |
| 1986 | Prha arnika            | Arnica montana                | Prha arnika            |
| 1987 | Máčka přímořská        | Eryngium maritimum            | Máčka přímořská        |
| 1988 | Ďáblík bahenní         | Calla palustris               | Ďáblík bahenní         |
| 1989 | Hvozdík kartouzek      | Dianthus carthusianorum       | Hvozdík kartouzek      |
| 1990 | Pavinec horský         | Jasione montana               | Pavinec horský         |
| 1991 | Kyhanka sivolistá      | Andromeda polifolia           | Kyhanka sivolistá      |
| 1992 | Rosnatka okrouhlolistá | Drosera rotundifolia          | Rosnatka okrouhlolistá |
| 1993 | Řebčík kostkovaný      | Fritillaria meleagris         | Řebčík kostkovaný      |
| 1994 | Prstnatec májový       | Dactylorhiza majalis          | Prstnatec májový       |
| 1995 | Upolín evropský        | Trollius europaeus            | Upolín evropský        |
| 1996 | Koniklec německý       | Pulsatilla vulgaris           | Koniklec německý       |
| 1997 | Pupava bezlodyžná      | Carlina acaulis               | Pupava bezlodyžná      |
| 1998 | Řezan pilolistý        | Stratiotes aloides            | Řezan pilolistý        |
| 1999 | Blatouch bahenní       | Caltha palustris              | Blatouch bahenní       |
| 2000 | Kamejka modronachová   | Lithospermum purpurocaeruleum | Kamejka modronachová   |
| 2001 | Kakost krvavý          | Geranium sanguineum           | Kakost krvavý          |
| 2002 | Violka Rivinova        | Viola riviniana               | Violka Rivinova        |
| 2003 | Koukol polní           | Agrostemma githago            | Koukol polní           |
| 2004 | Dřípatka alpská        | Soldanella alpina             | Dřípatka alpská        |
| 2005 | Kokrhel větší          | Rhinanthus angustifolius      | Kokrhel větší          |
| 2006 | Řeřišnice luční        | Cardamine pratensis           | Řeřešnice luční        |
| 2007 | Kuklík potoční         | Geum rivale                   | Kuklík potoční         |
| 2008 | Bodlák nicí            | Carduus nutans                | Bodlák nicí            |
| 2009 | Čekanka obecná         | Cichorium intybus             | Čekanka obecná         |
| 2010 | Kosatec sibiřský       | Iris sibirica                 | Kosatec sibiřský       |
| 2011 | Liliovec kostilomka    | Narthecium ossifragum         | Liliovec kostilomka    |
| 2012 | Hvozdík kropenatý      | Dianthus deltoides            | Hvozdík kropenatý      |
| 2013 | Jaterník podléška      | Hepatica nobilis              | Jaterník podléška      |

## Rostlina roku v Německu a Rakousku (od roku 2014)
| Rok  | Český název          | Odborný název                     | Vyobrazení           |
| ---- | -------------------- | --------------------------------- | -------------------- |
| 2014 | Šmel okoličnatý      | Butomus umbellatus                | Šmel okoličný        |
| 2015 | Čertkus luční        | Succisa pratensis                 | Čertkus luční        |
| 2016 | Prvosenka jarní      | Primula veris                     | Prvosenka jarní      |
| 2017 | Mák vlčí             | Papaver rhoeas                    | Mák vlčí             |
| 2018 | Rozrazil dlouholistý | Veronica longifolia (V. maritima) | Rozrazil dlouholistý |
| 2019 | Vřes obecný          | Calluna vulgaris                  | Vřes obecný          |
| 2020 | Vachta trojlistá     | Menyanthes trifoliata             | Vachta trojlistá     |